# Peter Elverding
Peter Albertus Franciscus Wilhelmus (Peter) Elverding (Eindhoven, 23 december 1948 – Maastricht, 31 augustus 2017) was tussen 1 juli 1999 en 1 mei 2007 voorzitter van de raad van bestuur van Koninklijke DSM N.V.. Hij was daarvoor al sinds 1995 lid van de raad van bestuur.
Na zijn gymnasiumtijd in Amsterdam (1961-1967), studeerde Elverding Nederlands recht aan de Universiteit van Amsterdam. Hij specialiseerde zich in het arbeidsrecht en de organisatiekunde. Tijdens zijn studietijd was Elverding actief voor de PvdA-jongeren. Tevens was hij een jaar voorzitter van de SSCA Akhnaton. Na zijn afstuderen werkte Elverding korte tijd bij een vakbond alvorens diverse managementfuncties te gaan bekleden, onder andere bij AkzoNobel en De Bijenkorf. Sinds 1985 werkte hij bij DSM.
In 2005 werd Elverding gekozen tot Topman van het Jaar. Naast zijn bestuursvoorzitterschap was Elverding als commissaris verbonden aan enkele bedrijven, alsmede aan De Nederlandsche Bank en de Universiteit van Maastricht (tot januari 2010).

## Commissie-Elverding
Peter Elverding werd op 18 september 2007 door minister Camiel Eurlings gevraagd als voorzitter van de Commissie Versnelling Besluitvorming Infrastructurele Projecten. De aanleiding voor het instellen van deze commissie was de trage besluitvorming over infrastructuur in Nederland.
Op 21 april 2008 presenteerde de Commissie haar Advies Sneller en Beter. De Commissie deed een groot aantal aanbevelingen. Door uitvoering van deze aanbevelingen kan de gemiddelde doorlooptijd van de besluitvorming over nieuwe infrastructurele projecten halveren (van 14 naar 7 jaar) en is tegelijkertijd een forse kwaliteitsslag mogelijk. Ook de besluitvorming over lopende projecten kan met behulp van de aanbevelingen verbeteren en versnellen. Betere en dus snellere besluitvorming over infrastructuur is beter voor economie en leefomgeving en belanghebbenden meer zekerheid.
De commissie beval aan het zwaartepunt van een project te verschuiven van de planuitwerkings- naar de verkenningsfase. Een verkenningsfase ‘nieuwe stijl’ kenmerkt zich door vroegtijdige en brede participatie van betrokkenen - ook de markt -, door strakkere termijnen en een gebiedsgewijze benadering. Een andere aanbeveling van de Commissie betreft de planuitwerking: eenvoudiger rekenmodellen, duidelijker sancties op het overschrijden van termijnen en een eenmalig formele inspraakronde over het ontwerptracébesluit. Ook vraagt betere en snellere besluitvorming om consistent en daadkrachtig bestuur, betere ambtelijke voorbereiding en er moet in de verkenningsfase al duidelijkheid zijn over de beschikbare financiële middelen. Daarnaast zijn aanpassingen in wet- en regelgeving noodzakelijk. De verkenningsfase moet worden afgesloten met een voorkeursbesluit, goedgekeurd door de Staten-Generaal. Het politiek gedragen voorkeursbesluit leidt vervolgens tot een veel kortere planuitwerkingsfase dan tot nu toe het geval was. Omdat vooraf eenvoudiger gerekend wordt, is het wel zaak achteraf te onderzoeken of de normen in de praktijk zijn gehaald (de oplevertoets). Zo niet, dan moeten maatregelen genomen worden om de negatieve effecten van de realisatie van het infraproject te reduceren. 
De commissie kreeg kritiek van onder andere GroenLinks en de Socialistische Partij vanwege hun mediastrategie. De coalitiefractie van de VVD kreeg het rapport ('als steunzender') bijvoorbeeld al eerder dan de andere partijen zoals journalisten. De commissie zou hiermee het politieke besluitvormingsproces proberen te beïnvloeden, aldus Wijnand Duyvendak van GroenLinks.
Op 23 mei 2008 sprak het kabinet-Balkenende IV de intentie uit om de aanbevelingen uit het Advies van de Commissie integraal over te nemen. Met de uitvoering van dit Actieplan Sneller en Beter wilden de minister van Verkeer en Waterstaat (VenW), Camiel Eurlings, en de minister van Volkshuisvesting, Ruimtelijke Ordening en Milieubeheer (VROM), Jacqueline Cramer, de aanbevelingen van de Commissie toepassen voor alle ruimtelijke investeringen, die onder de Tracéwet dan wel de Spoedwet wegverbreding vallen: hoofdwegen, spoorwegen en hoofdvaarwegen. Daarnaast vonden de ministers van VenW en VROM dat het Advies Sneller en Beter ook goede aanknopingspunten bevatte voor projecten op het gebied van luchthavens, zeehavens, waterkeringen, projecten in het kader van waterbeheer en infrastructurele projecten met een beperkte ruimtelijke ingreep. 
De projectdirectie Sneller & Beter voerde het Actieplan Sneller en Beter uit. Het project liep tot 1 januari 2011. 